# Caloptilia pedina
Caloptilia pedina är en fjärilsart som först beskrevs av Turner 1923.  Caloptilia pedina ingår i släktet Caloptilia och familjen styltmalar. Inga underarter finns listade i Catalogue of Life.